# Rookies & Kings/Diskografie
Diese Diskografie umfasst alle Veröffentlichungen des deutsch-italienischen Labels Rookies & Kings.

## Alben
| Jahr | Titel                                                                          | Höchstplatzierung, Gesamtwochen, AuszeichnungChartplatzierungen (Jahr, Titel, Platzierungen, Wochen, Auszeichnungen, Anmerkungen, Katalog-Nr.) | Höchstplatzierung, Gesamtwochen, AuszeichnungChartplatzierungen (Jahr, Titel, Platzierungen, Wochen, Auszeichnungen, Anmerkungen, Katalog-Nr.) | Höchstplatzierung, Gesamtwochen, AuszeichnungChartplatzierungen (Jahr, Titel, Platzierungen, Wochen, Auszeichnungen, Anmerkungen, Katalog-Nr.) | Anmerkungen | Katalog-Nr. |
| Jahr | Titel                                                                          | DE | AT | CH | Anmerkungen | Katalog-Nr. |
| ---- | ------------------------------------------------------------------------------ | --- | --- | --- | --- | --- |
| 2009 | Frei.Wild: Eines Tages                                                         | DE51 (1 Wo.)DE | — | — | Wiederveröffentlichung: 9. Oktober 2009 Erstveröffentlichung 2002 über Razorwire Records                                          | RK 001 (CD) RK 155 (LP/JVA Edition)                                                                                                |
| 2009 | Frei.Wild: Mitten ins Herz                                                     | DE39 (1 Wo.)DE | — | — | Wiederveröffentlichung: 9. Oktober 2009 Erstveröffentlichung 2006 über Asphalt Records                                            | RK 002 RK 159(LP/JVA Edition) |
| 2009 | Frei.Wild: Gegen alles, gegen nichts                                           | DE4 (3 Wo.)DE | AT7 (4 Wo.)AT | CH68 (1 Wo.)CH | Wiederveröffentlichung: 9. Oktober 2009 und 30. August 2013 Erstveröffentlichung 2008 über Asphalt Records                        | RK 003 RK 158 (LP/JVA Edition) RK 348 (JVA Edition 2)                                                                              |
| 2009 | Frei.Wild: Hart am Wind                                                        | DE15 (7 Wo.)DE | — | — | Erstveröffentlichung: 23. Oktober 2009                                                                                            | RK 004 (CD) RK 005 (Digipak) RK 007 (Pic-LP) RK 012 (Festival Edition) RK 013 (Box) RK 160 (LP/JVA Edition) RK 349 (JVA Edition 2) |
| 2010 | Frei.Wild: Wo die Sonne wieder lacht                                           | DE52 (1 Wo.)DE | — | — | Wiederveröffentlichung: 28. Mai 2010 Erstveröffentlichung 2003 über Razorwire Records                                             | RK 010 (CD) RK 156(LP/JVA Edition)                                                                                                 |
| 2010 | Frei.Wild: Mensch oder Gott                                                    | DE50 (1 Wo.)DE | — | — | Wiederveröffentlichung: 28. Mai 2010 Erstveröffentlichung 2004 über Razorwire Records                                             | RK 009 (CD) RK 157 (LP/JVA Edition)                                                                                                |
| 2010 | Raven Henley: Richtung Schicksal                                               | — | — | — | Erstveröffentlichung: 15. Oktober 2010                                                                                            | RK 011 |
| 2010 | Frei.Wild: Gegengift                                                           | DE2 Gold · (28 Wo.)DE | AT15 (6 Wo.)AT | CH66 (1 Wo.)CH | Erstveröffentlichung: 5. Oktober 2010 Verkäufe: + 100.000                                                                         | RK 031 (Digipak) RK 034 (CD) RK 035 (Box) RK 161 (LP/JVA Edition)                                                                  |
| 2011 | BRDigung: Tot aber lebendig                                                    | — | — | — | Wiederveröffentlichung: 4. März 2011 Erstveröffentlichung 2010 über Antirockstar Industries                                       | RK 024 |
| 2011 | BRDigung: Kein Kompromiss                                                      | — | — | — | Wiederveröffentlichung: 4. März 2011 Erstveröffentlichung 2008 über Antirockstar Industries                                       | RK 025 |
| 2011 | Wilde Jungs: Von Anfang bis jetzt                                              | — | — | — | Erstveröffentlichung: 18. März 2011                                                                                               | RK 023 |
| 2011 | Wilde Jungs: Multikriminell                                                    | — | — | — | Wiederveröffentlichung: 15. April 2011 ursprünglich über Asphalt Records veröffentlicht                                           | RK 023 (CD) |
| 2011 | Serum 114: Antiheld                                                            | DE52 (1 Wo.)DE | — | — | Erstveröffentlichung: 29. April 2011                                                                                              | RK 021/2 |
| 2011 | Unantastbar: Schuldig                                                          | DE33 (1 Wo.)DE | — | — | Erstveröffentlichung: 19. August 2011                                                                                             | RK 031 (Digipak) RK 034 (CD) RK 035 (Box)                                                                                          |
| 2011 | Unantastbar: Rebellion                                                         | — | — | — | Wiederveröffentlichung: 19. August 2011 Erstveröffentlichung 2009 über Bandworm Records                                           | RK 038 |
| 2011 | Serum 114: 114                                                                 | — | — | — | Wiederveröffentlichung: 28. Oktober 2011 Erstveröffentlichung 2008 bei Bodog Music Europe                                         | RK 048 |
| 2011 | Hämatom: Wenn man vom Teufel spricht                                           | DE60 (2 Wo.)DE | — | — | Erstveröffentlichung: 30. September 2011                                                                                          | RK 036 |
| 2012 | Serum 114: Deine Stimme/Dein Gesicht                                           | DE29 (1 Wo.)DE | — | — | Erstveröffentlichung: 13. Januar 2012                                                                                             | RK 050 (CD) RK 051 (LP) |
| 2012 | Hämatom: Wut                                                                   | — | — | — | Wiederveröffentlichung: 24. Februar 2012 Erstveröffentlichung 2008 über Megapress                                                 | RK 053 |
| 2012 | BRDigung: Zwischen Engeln & Teufeln                                            | DE71 (1 Wo.)DE | — | — | Erstveröffentlichung: 30. März 2012                                                                                               | RK 054 |
| 2012 | Unantastbar: Niemals wie ihr                                                   | — | — | — | Wiederveröffentlichung: 25. Mai 2012 Erstveröffentlichung 2006 über Razorwire Records                                             | RK 060 |
| 2012 | Frei.Wild: Feinde deiner Feinde                                                | DE1 Gold · (39 Wo.)DE | AT2 Gold · (13 Wo.)AT | CH12 (8 Wo.)CH | Erstveröffentlichung: 5. Oktober 2012 Verkäufe: + 107.500                                                                         | RK 066 (CD) RK 067 (2xLP) RK 077 (Box) 352 (LP-Boxset)                                                                             |
| 2013 | Mono Inc.: After the War                                                       | DE6 (2 Wo.)DE | — | — | Erstveröffentlichung: 17. August 2012                                                                                             | SPV262080 (CD/DVD) SPV262082 (CD) SPV262089 (Box)                                                                                  |
| 2013 | Unantastbar: Gegen die Stille                                                  | DE23 (1 Wo.)DE | AT66 (1 Wo.)AT | — | Erstveröffentlichung: 18. Januar 2013                                                                                             | RK 072 (CD) RK 073 (LP) |
| 2013 | Matt Gonzo Roehr: Zuflucht vor dem Sturm                                       | DE21 (2 Wo.)DE | — | — | Erstveröffentlichung: 1. März 2013                                                                                                | RK 080 |
| 2013 | Spitfire: Devil’s Dance                                                        | DE87 (1 Wo.)DE | — | — | Erstveröffentlichung: 19. April 2013                                                                                              | RK 078 |
| 2013 | Wilde Jungs: Hasspirin                                                         | DE—DE | — | — | Erstveröffentlichung: 24. Mai 2013                                                                                                | RK 081 (CD) RK 082 (Box) |
| 2013 | Frei.Wild: Still                                                               | DE1 Gold · (19 Wo.)DE | AT4 (10 Wo.)AT | CH17 (4 Wo.)CH | Erstveröffentlichung: 22. November 2013 Verkäufe: + 100.000                                                                       | RK 092 (2CD) RK 093(3LP) RK 351 (JVA)                                                                                              |
| 2013 | Frei.Wild: Grenzenlos                                                          | DE52 (1 Wo.)DE | — | — | Erstveröffentlichung: 22. November 2013 JVA - Jubiläums Vinyl Auflage: 29. Juli 2016                                              | RK 094 (CD/DVD) RK 164 (JVA - Jubiläums Vinyl Auflage)                                                                             |
| 2013 | Hämatom: Keinzeitmensch                                                        | DE60 (2 Wo.)DE | — | — | Erstveröffentlichung: 20. September 2013                                                                                          | SPV 262642 |
| 2013 | Hämatom: Stay kränk                                                            | — | — | — | Wiederveröffentlichung: 10. Juni 2013 Erstveröffentlichung 2010 über Megapress                                                    | RK 084 |
| 2014 | BRDigung: In goldenen Ketten                                                   | DE25 (1 Wo.)DE | — | — | Erstveröffentlichung: 21. Februar 2014                                                                                            | RK 097 (Digipak) RK 098 (Box) |
| 2014 | Unantastbar: Fluch & Segen                                                     | DE13 (2 Wo.)DE | AT47 (1 Wo.)AT | — | Erstveröffentlichung: 30. Mai 2014                                                                                                | RK 101 (CD) RK 102 (LP) |
| 2014 | Hämatom: X                                                                     | DE16 (1 Wo.)DE | — | — | Erstveröffentlichung: 17. Oktober 2014                                                                                            | RK 104 |
| 2014 | Unantastbar: 10 Jahre Rebellion – Live                                         | DE15 (1 Wo.)DE | — | — | Erstveröffentlichung: 3. April 2015                                                                                               | RK 111 (CD) RK 112 (LP) |
| 2015 | Frei.Wild: Opposition                                                          | DE1 Gold · (69 Wo.)DE | AT1 (21 Wo.)AT | CH2 (12 Wo.)CH | Wiederveröffentlichung: 4. Dezember 2015 Erstveröffentlichung: 3. April 2015 Verkäufe: + 100.000                                  | RK 107 (CD) RK 108 (2CD) RK 109 (Box) RK 110 (LP) RK 137 (3 CD + 2 DVD) RK 165 (LP/JVA Edition)                                    |
| 2015 | Spitfire: Welcome to Bone City                                                 | DE46 (1 Wo.)DE | — | — | Erstveröffentlichung: 10. April 2015                                                                                              | RK 121 |
| 2015 | Bad Jokers: Da kommen wir her                                                  | — | — | — | Erstveröffentlichung: 15. Mai 2015                                                                                                | RK 129 |
| 2015 | Bad Jokers: 20 Jahre – Best Of (Re-Release)                                    | — | — | — | Neuveröffentlichung: 22. Mai 2015 Erstveröffentlichung 2013                                                                       | RK 127 |
| 2015 | Bad Jokers: Alte Rituale (Re-Release)                                          | — | — | — | Erstveröffentlichung: 22. Mai 2015                                                                                                | RK 128 |
| 2015 | Bad Jokers: Alte Rituale                                                       | — | — | — | Erstveröffentlichung: 22. Mai 2015 Re-Release als 2CD Erstveröffentlichung 2012 im Eigenvertrieb                                  | RK 128 |
| 2015 | King Kongs Deoroller: Gute Besserung                                           | DE60 (1 Wo.)DE | — | — | Erstveröffentlichung: 10. Juli 2015                                                                                               | RK 123 (CD) RK 124 (Boxset) |
| 2015 | Rockwasser: O.R.I.G.I.N.A.L (Re-Release)                                       | — | — | — | Erstveröffentlichung: April 2007 als Eigenproduktion Re-Release: 19. Juni 2015                                                    | RK 133 |
| 2015 | Rockwasser: Hier bei uns (Re-Release)                                          | — | — | — | Erstveröffentlichung: November 2008 als Eigenproduktion Re-Release: 19. Juni 2015                                                 | RK 134 |
| 2015 | Rockwasser: In all den Jahren (Re-Release)                                     | — | — | — | Erstveröffentlichung: 13. November 2010 als Eigenproduktion Re-Release: 19. Juni 2015                                             | RK 135 |
| 2015 | Männer der Berge: Durch tausend Feuer                                          | — | — | — | Erstveröffentlichung: 4. September 2015                                                                                           | RK 130 |
| 2015 | Rockwasser: Immer noch nicht satt                                              | — | — | — | Erstveröffentlichung: 11. September 2015                                                                                          | RK 132 |
| 2015 | Grenzenlos: Es ist nicht alles Gold was glänzt                                 | — | — | — | Erstveröffentlichung: 2. Oktober 2015                                                                                             | RK 219 RK 164 (LP/JVA Edition) |
| 2015 | Unantastbar: Das Beste 2004–2014                                               | — | — | — | Erstveröffentlichung: 20. November 2015                                                                                           | RK 151 (Digitales Album) |
| 2016 | Unantastbar: Hand aufs Herz                                                    | DE5 (5 Wo.)DE | AT10 (3 Wo.)AT | CH37 (1 Wo.)CH | Erstveröffentlichung: 15. Januar 2016                                                                                             | RK 138 (CD) RK 139 (LP) RK 140 (Boxset)                                                                                            |
| 2016 | Hangar X: Rock’n’Roll Rebel                                                    | — | — | — | Wiederveröffentlichung: 10. Juni 2016 Erstveröffentlichung: 14. Dezember 2012 als Eigenproduktion                                 | RK 244 (CD) |
| 2016 | Hangar X: Ohne Einsatz kein Spiel                                              | — | — | — | Wiederveröffentlichung: 10. Juni 2016 Erstveröffentlichung: 30. März 2014 über Burnout Records                                    | RK 245 (CD) |
| 2016 | Hangar X: Hangar X                                                             | — | — | — | Wiederveröffentlichung: 10. Juni 2016 Erstveröffentlichung: 8. Januar 2016 über MetalSpiesser Records                             | RK 246 (CD) |
| 2016 | Hämatom: Wir sind Gott                                                         | DE5 (4 Wo.)DE | AT24 (1 Wo.)AT | CH69 (1 Wo.)CH | Wiederveröffentlichung: 7. Oktober 2016 Erstveröffentlichung: 25. März 2016                                                       | RK 143 (CD) RK 144 (Boxset) RK145 (LP) RK 167 (Tour Edition)                                                                       |
| 2016 | BRDigung: Chaostheorie                                                         | DE15 (1 Wo.)DE | — | — | Erstveröffentlichung: 1. April 2016                                                                                               | RK 154 |
| 2016 | Frei.Wild: 15 Jahre Deutschrock & SKAndale                                     | DE2 (9 Wo.)DE | AT3 (7 Wo.)AT | CH2 (8 Wo.)CH | Erstveröffentlichung: 29. Juli 2016                                                                                               | RK 166 RK 355 (LP) |
| 2016 | King Kongs Deoroller: Im Zeichen des Affen                                     | — | — | — | Erstveröffentlichung: 21. Oktober 2016                                                                                            | RK 168 (CD) RK 169 (Boxset) |
| 2017 | GrenzenLos: Was ihr mir sagt                                                   | — | — | — | Erstveröffentlichung: 21. April 2017                                                                                              | RK 220 |
| 2017 | Artefuckt: Manifest                                                            | DE100 (1 Wo.)DE | — | — | Erstveröffentlichung: 7. Juli 2017                                                                                                | RK 193 |
| 2017 | Alles mit Stil: Chaos                                                          | — | — | — | Erstveröffentlichung: 2. Dezember 2016                                                                                            | RK 223 |
| 2018 | Unantastbar: Leben, Lieben, Leiden                                             | DE2 (6 Wo.)DE | AT10 (2 Wo.)AT | CH16 (3 Wo.)CH | Erstveröffentlichung: 12. Januar 2018                                                                                             | RK 197 / RK 199 (LP) / RK 198_EMP (Boxset)                                                                                         |
| 2018 | BRDigung: Zeitzünder                                                           | DE8 (1 Wo.)DE | AT66 (1 Wo.)AT | — | Erstveröffentlichung: 2. Februar 2018                                                                                             | RK 204 (CD) RK 205 (Boxset) |
| 2018 | Frei.Wild: Rivalen und Rebellen                                                | DE1 (50 Wo.)DE | AT1 (23 Wo.)AT | CH3 (21 Wo.)CH | Erstveröffentlichung: 16. März 2018                                                                                               | RK 200 (CD) RK 201 (LP) RK 202 (Boxset) RK229 (Bundle)                                                                             |
| 2018 | Stunde Null: Vom Schatten ins Licht                                            | DE56 (1 Wo.)DE | — | — | Erstveröffentlichung: 13. April 2018                                                                                              | RK 213 |
| 2018 | Various Artists: Rookies & Kings, Vol. I                                       | — | — | — | Erstveröffentlichung: 26. April 2018                                                                                              | RK 215 |
| 2018 | Rockwasser: Hier.Heute.Jetzt                                                   | DE37 (1 Wo.)DE | — | — | Erstveröffentlichung: 8. Juni 2018                                                                                                | RK 216 (CD) RK 221 (Boxset) |
| 2018 | GrenzenLos: Die Welt wartet nicht                                              | DE75 (1 Wo.)DE | — | — | Erstveröffentlichung: 21. September 2018                                                                                          | RK 224 |
| 2018 | Martino Senzao: Werk Eins                                                      | DE79 (1 Wo.)DE | — | — | Erstveröffentlichung: 2. November 2018                                                                                            | RK 226 |
| 2018 | Bad Jokers: Wir sind der Weg                                                   | — | — | — | Erstveröffentlichung: 9. November 2018                                                                                            | RK 225 |
| 2018 | BRDigung: LiveZünder                                                           | — | — | — | Erstveröffentlichung: 7. Dezember 2018                                                                                            | RK 228 |
| 2018 | Frei.Wild: Rivalen und Rebellen – Live + More                                  | DE*DE | AT*AT | CH*CH | Erstveröffentlichung: 14. Dezember 2018 Charts richten sich nach Hauptalbum                                                       | RK 227 |
| 2019 | Artefuckt: Stigma                                                              | DE5 (2 Wo.)DE | — | — | Erstveröffentlichung: 18. Januar 2019                                                                                             | RK 230 / RK 231 (Boxset) |
| 2019 | Hangar X: Fahr zur Hölle                                                       | DE57 (1 Wo.)DE | — | — | Erstveröffentlichung: 4. April 2019                                                                                               | RK 236 / RK 237 (Boxset) |
| 2019 | Alles mit Stil: Gegen jede Vernunft                                            | DE73 (1 Wo.)DE | — | — | Erstveröffentlichung: 12. April 2019                                                                                              | RK 241 / RK 243 (Boxset) |
| 2019 | Frei.Wild: Unsere Lieblingslieder                                              | DE8 (2 Wo.)DE | AT19 (1 Wo.)AT | CH42 (1 Wo.)CH | Erstveröffentlichung: 21. Juni 2019 Coveralbum, physisch auf 5000 Exemplare limitiert                                             | RK 263 RK 357 (LP) |
| 2019 | Stunde Null: Alles voller Welt                                                 | DE17 (1 Wo.)DE | — | — | Erstveröffentlichung: 28. Juni 2019                                                                                               | RK 240 / RK 241 (Boxset) |
| 2019 | R&K Sampler Vol. II                                                            | — | — | — | Erstveröffentlichung: 19. Juli 2019                                                                                               | RK 262 |
| 2019 | Unantastbar: 15 Jahre Rebellion                                                | DE21 (1 Wo.)DE | — | — | Erstveröffentlichung: 30. August 2019                                                                                             | RK 260 (LP) |
| 2019 | Frei.Wild: Still II                                                            | DE1 (15 Wo.)DE | AT7 (3 Wo.)AT | CH6 (2 Wo.)CH | Erstveröffentlichung: 29. November 2019                                                                                           | RK 264 (CD) / RK 265 (LP) / RK 266 (Boxset) / RK 267 (Boxset Bundle) / RK 275 (LP, lim.)                                           |
| 2020 | Grenzenlos: Keine Einigkeit um Recht&Freiheit                                  | DE19 (1 Wo.)DE | — | — | Erstveröffentlichung: 27. März 2020                                                                                               | RK 272 / RK 273 (Boxset) |
| 2020 | Frei.Wild: Corona Quarantäne Tape                                              | DE1 (11 Wo.)DE | AT3 (1 Wo.)AT | CH8 (2 Wo.)CH | Erstveröffentlichung: 10. April 2020                                                                                              | RK 298 |
| 2020 | Wiens No.1: Herz aus Stein                                                     | DE31 (1 Wo.)DE | AT66 (1 Wo.)AT | — | Erstveröffentlichung: 17. April 2020                                                                                              | RK 277 / RK 278 (Boxset) |
| 2020 | Viva: Lebenslang                                                               | DE25 (1 Wo.)DE | — | — | Erstveröffentlichung: 1. Mai 2020                                                                                                 | RK 279 / RK 280 (Boxset) / RK 281 (LP)                                                                                             |
| 2020 | Schlussakkord: Spiegelbild der Zeit                                            | DE57 (1 Wo.)DE | — | — | Erstveröffentlichung: 5. Juni 2020                                                                                                | RK 283 / RK 284 (Boxset) |
| 2020 | Brüder4Brothers: Brotherhood                                                   | DE2 (6 Wo.)DE | AT14 (1 Wo.)AT | CH15 (2 Wo.)CH | Erstveröffentlichung: 7. August 2020                                                                                              | RK 291 / RK 292 (LP) / 293 (Boxset)                                                                                                |
| 2020 | Unantastbar: Wellenbrecher                                                     | DE2 (4 Wo.)DE | AT15 (1 Wo.)AT | CH30 (2 Wo.)CH | Erstveröffentlichung: 28. August 2020                                                                                             | RK 285 (CD) / RK 286 (Boxset) / RK 287 (LP) / RK 288 (Ltd.) / RK 289 (Bundle) / 290 (Bundle) / 313 (Boxset)                        |
| 2020 | Artefuckt: Gemini                                                              | DE5 (1 Wo.)DE | AT71 (1 Wo.)AT | CH87 (1 Wo.)CH | Erstveröffentlichung: 11. September 2020                                                                                          | RK 300 (CD) / RK 301 (LP) / RK 302 (Boxset)                                                                                        |
| 2020 | Ampex: Einzelkämpfer                                                           | DE38 (1 Wo.)DE | — | — | Erstveröffentlichung: 16. Oktober 2020                                                                                            | RK295 (CD) / RK 312 (Boxset) |
| 2020 | Frei.Wild: Corona Tape II – Attacke ins Glück                                  | DE2 (5 Wo.)DE | AT7 (1 Wo.)AT | CH22 (2 Wo.)CH | Erstveröffentlichung: 2. Oktober 2020                                                                                             | RK 317 (CD) / RK 318 (Boxset) / RK 319                                                                                             |
| 2020 | GrenzenLos: Keine Einigkeit um Recht&Freiheit (Extended Edition)               | — | — | — | Erstveröffentlichung: 11. Dezember 2020                                                                                           | RK 321 (Boxset) |
| 2021 | Local Bastards: Feindbild                                                      | DE32 (1 Wo.)DE | — | — | Erstveröffentlichung: 26. Februar 2021                                                                                            | RK 309 (CD) / RK 311 (Boxset) |
| 2021 | Todsünde: Geistesgift                                                          | DE96 (1 Wo.)DE | — | — | Erstveröffentlichung: 7. Mai 2021                                                                                                 | RK 323 (CD) / RK 327 (Boxset) |
| 2021 | Willkuer: Willkuer                                                             | DE11 (1 Wo.)DE | — | — | Erstveröffentlichung: 7. Mai 2021                                                                                                 | RK 324 (CD) / RK 328 (Boxset) / RK332 (LP)                                                                                         |
| 2021 | Mantikor: Momentaufnahme                                                       | — | — | — | Erstveröffentlichung: 7. Mai 2021                                                                                                 | RK 325 (CD) |
| 2021 | NCO21 (ltd. Digipak Bundle)                                                    | — | — | — | Erstveröffentlichung: 7. Mai 2021 Bestehend aus Todsünde: Geistesgift, Willkuer: Willkuer & Mantikor: Momentaufnahme              | RK 330 (Bundle) |
| 2021 | Grenzenlos: Nicht noch mehr Cover (EP)                                         | — | — | — | Erstveröffentlichung: 23. Juli 2021 Cover-EP                                                                                      | RK 385 (Boxset) |
| 2021 | Eizbrand: Pyromanie                                                            | DE13 (1 Wo.)DE | — | — | Erstveröffentlichung: 8. Oktober 2021                                                                                             | RK 341 (Album) / RK 342 (Boxset) / RK 342_B1/2 (Bundle)                                                                            |
| 2021 | Ampex: Alles was du brauchst                                                   | DE55 (1 Wo.)DE | — | — | Erstveröffentlichung: 26. November 2021                                                                                           | RK 378 (Album) / RK 378_B1/B2 (Bundle) / RK 379 (Boxset) / RK 380 (LP)                                                             |
| 2021 | Rookies&Friends Sampler - Vol. 3, XMAS Edition 2021                            | — | — | — | Erstveröffentlichung: 26. November 2021 2CD mit Labelbands und befreundeten Bands von Drakkar Entertainment und Massacre Records. | RK 387 (Boxset) |
| 2021 | Frei.Wild: 20 Jahre – Wir schaffen Deutsch.Land                                | DE1 (12 Wo.)DE | AT15 (1 Wo.)AT | CH16 (2 Wo.)CH | Erstveröffentlichung: 10. Dezember 2021                                                                                           | RK365 / RK366 (Digipak) / RK 367 (Box) / RK 368 (2LP)                                                                              |
| 2021 | Philipp Burger: Kontrollierte Anarchie                                         | DE1 (3 Wo.)DE | — | CH37 (1 Wo.)CH | Erstveröffentlichung: 23. Dezember 2021                                                                                           | RK338 (CD) / RK 339 (Box) / RK340 (LP)                                                                                             |
| 2022 | Grenzenlos: Mittendrin statt außen dabei                                       | DE19 (1 Wo.)DE | — | — | Erstveröffentlichung: 21. Januar 2022                                                                                             | RK375 (CD) / RK 375_B1/B2 (Bundle) / RK 376 (Box) / RK 377 (LP)                                                                    |
| 2022 | ErnstFall: Jungs bleiben Jungs                                                 | — | — | — | Erstveröffentlichung: 28. Januar 2022                                                                                             | RK381 (CD) / RK 381_B1/B2 (Bundle)                                                                                                 |
| 2022 | Rockwasser: C’est la Vie                                                       | DE21 (1 Wo.)DE | — | — | Erstveröffentlichung: 8. April 2022 CD: 3. Juni 2022                                                                              | RK372 (CD) / RK 372_B1/B2 (Bundle) / RK373 (Box) / RK 374 (LP)                                                                     |
| 2022 | Frei.Wild: Corona Tape I + II (JVA Jubiläums Vinyl Auflage)                    | — | — | — | Erstveröffentlichung: 7. Oktober 2022                                                                                             | RK359 (Box) |
| 2022 | Frei.Wild: Wir schaffen Deutsch.Land – Best of Studio + Live+ Piano Recordings | — | — | — | Erstveröffentlichung: 16. Dezember 2022                                                                                           | RK410 (Box) |
| 2022 | Local Bastards: Dekade                                                         | DE26 (1 Wo.)DE | — | — | Erstveröffentlichung: 30. Dezember 2022                                                                                           | RK399 (CD Ltd.) / RK 400 (LP) / RK 401 (CD)                                                                                        |
| 2023 | Willkuer: Zwei                                                                 | DE5 (1 Wo.)DE | — | — | Erstveröffentlichung: 10. März 2023                                                                                               | RK402 (CD) / RK 403 (CD Ltd.) / RK 404 (Box) / RK 405 (LP)                                                                         |

## Singles
| Jahr | Titel Album                                                                                      | Höchstplatzierung, Gesamtwochen, AuszeichnungChartplatzierungen (Jahr, Titel, Album, Platzierungen, Wochen, Auszeichnungen, Anmerkungen, Katalog-Nr.) | Höchstplatzierung, Gesamtwochen, AuszeichnungChartplatzierungen (Jahr, Titel, Album, Platzierungen, Wochen, Auszeichnungen, Anmerkungen, Katalog-Nr.) | Höchstplatzierung, Gesamtwochen, AuszeichnungChartplatzierungen (Jahr, Titel, Album, Platzierungen, Wochen, Auszeichnungen, Anmerkungen, Katalog-Nr.) | Anmerkungen                                                                               | Katalog-Nr.                    |
| Jahr | Titel Album                                                                                      | DE | AT | CH | Anmerkungen                                                                               | Katalog-Nr.                    |
| ---- | ------------------------------------------------------------------------------------------------ | --- | --- | --- | ----------------------------------------------------------------------------------------- | ------------------------------ |
| 2010 | Frei.Wild: Dieses Jahr holen wir uns den Pokal Hart am Wind Festival-Edition                     | DE66 (3 Wo.)DE | — | — | Erstveröffentlichung: 21. Mai 2010                                                        | RK 014 (CD) RK 015 (lim.)      |
| 2010 | Frei.Wild: Allein nach vorne Gegengift                                                           | DE66 (1 Wo.)DE | — | — | Erstveröffentlichung: 1. Oktober 2010                                                     | RK 019                         |
| 2011 | Serum 114 & Frei.Wild: Was wir machen –                                                          | — | — | — | Erstveröffentlichung: 28. Januar 2011                                                     | RK 020                         |
| 2011 | Frei.Wild: Weil du mich nur verarscht hast Gegengift                                             | DE87 (1 Wo.)DE | — | — | Erstveröffentlichung: 6. Mai 2011                                                         | RK 026                         |
| 2012 | Frei.Wild: Feinde deiner Feinde Feinde deiner Feinde                                             | DE19 (1 Wo.)DE | — | — | Erstveröffentlichung: 27. Juli 2012                                                       | RK 063 RK 163 (LP/JVA Edition) |
| 2012 | Frei.Wild: Mach dich auf Feinde deiner Feinde                                                    | DE19 (1 Wo.)DE | — | — | Erstveröffentlichung: 7. September 2012                                                   | RK 115                         |
| 2012 | Frei.Wild: Unendliches Leben Feinde deiner Feinde                                                | DE35 (1 Wo.)DE | — | — | Erstveröffentlichung: 30. November 2012                                                   | RK 070                         |
| 2012 | Spitfire: Devil’s Dance Devil’s Dance                                                            | — | — | — | Erstveröffentlichung: 2. November 2012                                                    | RK 069                         |
| 2012 | Mono Inc.: After the War After the War                                                           | — | — | — | Erstveröffentlichung: 25. Mai 2012                                                        | SPV 262003                     |
| 2012 | Wilde Flamme: 1.000 Meilen, 1.000 Worte –                                                        | DE58 (1 Wo.)DE | — | — | Erstveröffentlichung: 8. Juni 2012                                                        |                                |
| 2012 | Matt Gonzo Roehr: Alles ändert sich –                                                            | — | — | — | Erstveröffentlichung: 12. Oktober 2012                                                    | RK 076                         |
| 2013 | Serum 114: Mein letzter Gruß –                                                                   | — | — | — | Erstveröffentlichung: 7. September 2012                                                   | RK 075                         |
| 2013 | Wilde Flamme: Geschichten bleiben Geschichten –                                                  | DE40 (1 Wo.)DE | — | — | Erstveröffentlichung: 21. Juni 2013                                                       | RK 083                         |
| 2013 | Hämatom: Alte Liebe rostet nicht Keinzeitmensch                                                  | — | — | — | Erstveröffentlichung: 30. August 2013                                                     | RK 085                         |
| 2013 | BRDigung: Wahre Helden In Goldenen Ketten                                                        | — | — | — | Erstveröffentlichung: 30. August 2013                                                     | RK 086                         |
| 2013 | Frei.Wild: Verdammte Welt Still                                                                  | DE46 (1 Wo.)DE | — | — | Erstveröffentlichung: 8. November 2013                                                    | RK 096 RK 162 (LP/JVA Edition) |
| 2014 | Wilde Flamme: Durch alle Gezeiten –                                                              | DE51 (1 Wo.)DE | — | — | Erstveröffentlichung: 13. Juni 2014                                                       | RK 115                         |
| 2014 | Frei.Wild: Wir brechen eure Seelen Opposition                                                    | DE8 (1 Wo.)DE | AT60 (1 Wo.)AT | — | Erstveröffentlichung: 12. Dezember 2014                                                   | RK 113                         |
| 2015 | Frei.Wild: Unvergessen, unvergänglich, lebenslänglich Opposition                                 | DE6 (1 Wo.)DE | AT37 (1 Wo.)AT | — | Erstveröffentlichung: 23. Januar 2015                                                     | RK 115                         |
| 2015 | Frei.Wild: Wie ein schützender Engel Opposition                                                  | DE11 (1 Wo.)DE | AT37 (1 Wo.)AT | — | Erstveröffentlichung: 13. März 2015                                                       | RK 116                         |
| 2015 | King Kongs Deoroller: Immer nur ficken –                                                         | — | — | — | Erstveröffentlichung: 15. Mai 2015                                                        | RK 126 (Digitale Single)       |
| 2015 | Rockwasser: Was wir waren, was wir sind –                                                        | — | — | — | Erstveröffentlichung: 19. Juni 2015                                                       | RK 131 (Digitale EP)           |
| 2015 | Rockwasser: Germania hält ein Leben lang –                                                       | — | — | — | Erstveröffentlichung: 19. Juni 2015                                                       | RK 136 (Digitale Single)       |
| 2015 | King Kongs Deoroller: Claus Hipp –                                                               | — | — | — | Erstveröffentlichung: 25. Juni 2015                                                       | RK 150 (Digitale Single)       |
| 2015 | Wilde Jungs: Feiernd in den Untergang EP                                                         | — | — | — | Erstveröffentlichung: 1. August 2015                                                      | RK 125                         |
| 2015 | Unantastbar: Gerader Weg –                                                                       | — | — | — | Erstveröffentlichung: 26. November 2015 Digitale Single                                   | RK 149                         |
| 2015 | Männer der Berge: Schau das Licht –                                                              | — | — | — | Erstveröffentlichung: 15. Dezember 2015 Digitale Single                                   | RK 142                         |
| 2016 | Hämatom: Fick das System –                                                                       | — | — | — | Erstveröffentlichung: 22. Januar 2016                                                     | RK 141                         |
| 2016 | Martino Senzao: Weil wir wie Brüder sind EP                                                      | — | — | — | Erstveröffentlichung: 1. März 2016                                                        | RK 153                         |
| 2016 | Wilde Flamme: Die Zeit kommt allein und nicht zu zweit –                                         | DE92 (1 Wo.)DE | — | — | Erstveröffentlichung: 25. November 2016 Digitale Single                                   | RK 148                         |
| 2016 | Unantastbar: Für das Leben –                                                                     | — | — | — | Erstveröffentlichung: 14. Oktober 2016 Digitale Single                                    | RK 152                         |
| 2016 | BRDigung: Das Fest fällt aus –                                                                   | — | — | — | Erstveröffentlichung: 25. November 2016 Digitale Single                                   | RK 175                         |
| 2017 | Hämatom: Made in USA –                                                                           | — | — | — | Erstveröffentlichung: 10. Februar 2017 Digitale Single                                    | RK 192                         |
| 2017 | Unantastbar: Unsere Waffen Leben, Lieben, Leiden                                                 | — | — | — | Erstveröffentlichung: 13. Oktober 2017                                                    | RK 197_S1                      |
| 2017 | Frei.Wild: Rivalen und Rebellen Rivalen & Rebellen                                               | DE60 (1 Wo.)DE | — | — | Erstveröffentlichung: 20. Oktober 2017                                                    | RK 212                         |
| 2017 | BRDigung: Alles anders Zeitzünder                                                                | — | — | — | Erstveröffentlichung: 3. November 2017                                                    | RK 204_S1                      |
| 2017 | Frei.Wild: Antiwillkommen Rivalen & Rebellen                                                     | DE43 (1 Wo.)DE | — | — | Erstveröffentlichung: 7. November 2017                                                    | RK 207                         |
| 2017 | Unantastbar: Du fehlst Leben, Lieben, Leiden                                                     | — | — | — | Erstveröffentlichung: 8. Dezember 2017                                                    | RK 197_S2                      |
| 2017 | Frei.Wild: Herz schlägt Herz Rivalen & Rebellen                                                  | DE97 (1 Wo.)DE | — | — | Erstveröffentlichung: 15. Dezember 2017                                                   | RK 212                         |
| 2017 | BRDigung: Die Hände hoch Zeitzünder                                                              | — | — | — | Erstveröffentlichung: 22. Dezember 2017                                                   | RK 204_S2                      |
| 2018 | Unantastbar: Nur noch diese Lieder Leben, Lieben, Leiden                                         | — | — | — | Erstveröffentlichung: 5. Januar 2018                                                      | RK 197_S3                      |
| 2018 | Frei.Wild: Und ich war wieder da Rivalen & Rebellen                                              | — | — | — | Erstveröffentlichung: 26. Januar 2018                                                     | RK 212                         |
| 2018 | BRDigung: Mittelfingerautorität Zeitzünder                                                       | — | — | — | Erstveröffentlichung: 30. Januar 2018                                                     | RK 204_S3                      |
| 2018 | Stunde Null: Freiheitsfahnen, statt Krieg & Heer Vom Schatten ins Licht                          | — | — | — | Erstveröffentlichung: 6. Februar 2018                                                     | RK 213                         |
| 2018 | Rockwasser: Zusammen siegen und verlier’n Hier.Heute.Jetzt                                       | — | — | — | Erstveröffentlichung: 6. April 2018                                                       | RK 218                         |
| 2018 | Stunde Null: Keiner stirbt heilig Vom Schatten ins Licht                                         | — | — | — | Erstveröffentlichung: 13. April 2018                                                      | RK 213                         |
| 2018 | Rockwasser: Durchs Feuer Hier.Heute.Jetzt                                                        | — | — | — | Erstveröffentlichung: 1. Juni 2018                                                        | RK 218                         |
| 2018 | GrenzenLos: Ihr habt uns unterschätzt Die Welt wartet nicht                                      | — | — | — | Erstveröffentlichung: 25. Mai 2018                                                        | RK 224_S1                      |
| 2018 | Bad Jokers: Für die Ewigkeit Single                                                              | — | — | — | Erstveröffentlichung: 26. Mai 2018                                                        | RK 222                         |
| 2018 | GrenzenLos: Komm mit uns Die Welt wartet nicht                                                   | — | — | — | Erstveröffentlichung: 19. Juli 2018                                                       | RK 224_S2                      |
| 2018 | GrenzenLos: Handwerk (Ohne uns geht nichts) Die Welt wartet nicht                                | — | — | — | Erstveröffentlichung: 24. August 2018                                                     | RK 224_S3                      |
| 2018 | Artefuckt: Leb’ jeden Tag Stigma                                                                 | — | — | — | Erstveröffentlichung: 5. Oktober 2018                                                     | RK 230_1                       |
| 2018 | Martino Senzao: Liebe reingeballert Werk Eins                                                    | — | — | — | Erstveröffentlichung: 12. Oktober 2018                                                    | RK 226_1                       |
| 2018 | Martino Senzao: Jede Sekunde Werk Eins                                                           | — | — | — | Erstveröffentlichung: 3. November 2018                                                    | RK 226_2                       |
| 2018 | BRDigung: Drogen im Haus LiveZünder                                                              | — | — | — | Erstveröffentlichung: 18. November 2018                                                   | RK 228_S1                      |
| 2018 | Eizbrand: Wir tanzen nicht, wir pogen! Single                                                    | — | — | — | Erstveröffentlichung: 16. Dezember 2018                                                   | RK 232                         |
| 2018 | Stunde Null: Keiner stirbt heilig (Akustik) Single                                               | — | — | — | Erstveröffentlichung: 21. Dezember 2018 Digitale Single                                   | RK 233                         |
| 2018 | GrenzenLos: Versprochene Freiheit Die Welt wartet nicht                                          | — | — | — | Erstveröffentlichung: 23. Dezember 2018 Digitale Single                                   | RK 224_S4                      |
| 2019 | Hangar X: Fahr zur Hölle (Single Version) Fahr zur Hölle                                         | — | — | — | Erstveröffentlichung: 8. Februar 2019 Digitale Single                                     | RK 236_S1                      |
| 2019 | Alles mit Stil: Keine Zeit Gegen jede Vernunft                                                   | — | — | — | Erstveröffentlichung: 15. Februar 2019 Digitale Single                                    | RK 235_S1                      |
| 2019 | Eizbrand: Gegen dich Feuertaufe                                                                  | — | — | — | Erstveröffentlichung: 1. März 2019 Digitale Single                                        | RK 234_S1                      |
| 2019 | Local Bastards: Rattenfänger Krone der Schöpfung                                                 | — | — | — | Erstveröffentlichung: 7. März 2019 Digitale Single                                        | RK 238_S1                      |
| 2019 | Alles mit Stil: Die Gang Gegen jede Vernunft                                                     | — | — | — | Erstveröffentlichung: 8. März 2019 Digitale Single                                        | RK 235_S2                      |
| 2019 | Hangar X: Mein Tag mein Jahr mein Leben Fahr zur Hölle                                           | — | — | — | Erstveröffentlichung: 15. März 2019 Digitale Single                                       | RK 236_S2                      |
| 2019 | Stunde Null: Wir sind bei dir Alles voller Welt                                                  | — | — | — | Erstveröffentlichung: 29. März 2019 Digitale Single                                       | RK 240_S1                      |
| 2019 | Alles mit Stil: Freier Fall Gegen jede Vernunft                                                  | — | — | — | Erstveröffentlichung: 31. März 2019 Digitale Single                                       | RK 235_S3                      |
| 2019 | Hangar X: Ich vermisse diese Tage Fahr zur Hölle                                                 | — | — | — | Erstveröffentlichung: 2. April 2019 Digitale Single                                       | RK 236_S3                      |
| 2019 | Frei.Wild: Feuer, Erde, Wasser, Luft (2019 Version) –                                            | — | — | — | Erstveröffentlichung: 3. April 2019 Digitale Single                                       | RK 258                         |
| 2019 | Frei.Wild: Alkohol (2019 Version) –                                                              | — | — | — | Erstveröffentlichung: 12. April 2019 Digitale Single                                      | RK 259                         |
| 2019 | Frei.Wild: Sommerland Still II                                                                   | DE87 (1 Wo.)DE | — | — | Erstveröffentlichung: 18. September 2019 Digitale Single                                  | RK 264_S1                      |
| 2019 | Grenzenlos: Wir stehen hier Keine Einigkeit um Recht&Freiheit                                    | — | — | — | Erstveröffentlichung: 18. Oktober 2019 Digitale Single                                    | RK 272_S1                      |
| 2019 | Frei.Wild: Blinde Völker wie Armeen Still II                                                     | — | — | — | Erstveröffentlichung: 28. Oktober 2019 Digitale Single                                    | RK 264_2                       |
| 2019 | Frei.Wild: Keine Lüge reicht je bis zur Wahrheit Still II                                        | — | — | — | Erstveröffentlichung: 19. November 2019 Digitale Single                                   | RK 264_3                       |
| 2019 | Viva: Fick dich, Viva! Lebenslang                                                                | — | — | — | Erstveröffentlichung: 27. Dezember 2019 Digitale Single                                   | RK 279_S1                      |
| 2020 | Grenzenlos: Keine Einigkeit um Recht&Freiheit (Single Version) Keine Einigkeit um Recht&Freiheit | — | — | — | Erstveröffentlichung: 17. Januar 2020 Digitale Single                                     | RK 272_S2                      |
| 2020 | Wiens No.1: Ruf der Freiheit Herz aus Stein                                                      | — | — | — | Erstveröffentlichung: 7. Februar 2020 Digitale Single                                     | RK 277_S1                      |
| 2020 | Grenzenlos: Solange wir leben Keine Einigkeit um Recht&Freiheit                                  | — | — | — | Erstveröffentlichung: 14. Februar 2020 Digitale Single                                    | RK 272_S3                      |
| 2020 | Schlussakkord: Anti Arschkriecher Spiegelbild der Zeit                                           | — | — | — | Erstveröffentlichung: 28. Februar 2020 Digitale Single                                    | RK 283_S1                      |
| 2020 | Unantastbar: Wir sind die Stimme Wellenbrecher                                                   | — | — | — | Erstveröffentlichung: 5. März 2020 Digitale Single                                        | RK 285_S1                      |
| 2020 | Viva: Lebenslang Lebenslang                                                                      | — | — | — | Erstveröffentlichung: 6. März 2020 Digitale Single                                        | RK 279_S2                      |
| 2020 | Frei.Wild: Corona Weltuntergang Corona Quarantäne Tape                                           | — | — | — | Erstveröffentlichung: 11. März 2020 Digitale Single                                       | RK 294                         |
| 2020 | Wiens No.1: Diese Tage Herz aus Stein                                                            | — | — | — | Erstveröffentlichung: 13. März 2020 Digitale Single                                       | RK 277_S2                      |
| 2020 | Grenzenlos: Die Band, die du brauchst Keine Einigkeit um Recht&Freiheit                          | — | — | — | Erstveröffentlichung: 19. März 2020 Digitale Single                                       | RK 272_S4                      |
| 2020 | Viva: Fick dich Corona –                                                                         | — | — | — | Erstveröffentlichung: 19. März 2020 Digitale Single                                       | RK 297                         |
| 2020 | Frei.Wild: Renne brenne, Himmelsstürmer Corona Quarantäne Tape                                   | — | — | — | Erstveröffentlichung: 20. März 2020 Digitale Single                                       | RK 296                         |
| 2020 | Frei.Wild: Corona Weltuntergang V2 Corona Quarantäne Tape                                        | — | — | — | Erstveröffentlichung: 23. März 2020 Digitale Single                                       | RK 299                         |
| 2020 | Frei.Wild: Nur das Leben in Freiheit Corona Quarantäne Tape                                      | — | — | — | Erstveröffentlichung: 28. März 2020 Digitale Single                                       | RK 298_S1                      |
| 2020 | Frei.Wild: Wir gehen dir ewig auf die Eier Corona Quarantäne Tape                                | — | — | — | Erstveröffentlichung: 30. März 2020 Digitale Single                                       | RK 298_S2                      |
| 2020 | Frei.Wild: Alles, alles was mir fehlt Corona Quarantäne Tape                                     | — | — | — | Erstveröffentlichung: 1. April 2020 Digitale Single                                       | RK 298_S3                      |
| 2020 | Frei.Wild: Hier rein, da raus, Freigeist Corona Quarantäne Tape                                  | — | — | — | Erstveröffentlichung: 4. April 2020 Digitale Single                                       | RK 298_S4                      |
| 2020 | Frei.Wild: Ich weiss, wer ich war Corona Quarantäne Tape                                         | — | — | — | Erstveröffentlichung: 6. April 2020 Digitale Single                                       | RK 298_S5                      |
| 2020 | Schlussakkord: Mit Flammen in den Augen Part II Spiegelbild der Zeit                             | — | — | — | Erstveröffentlichung: 9. April 2020 Digitale Single                                       | RK 283_S2                      |
| 2020 | Unantastbar: Tausend Gedanken, tausend Bilder Wellenbrecher                                      | — | — | — | Erstveröffentlichung: 21. April 2020 Digitale Single                                      | RK 285_S2                      |
| 2020 | Viva: Unsere eigene Armee Lebenslang                                                             | — | — | — | Erstveröffentlichung: 24. April 2020 Digitale Single                                      | RK 279_S3                      |
| 2020 | Wilde Flamme: Engel, Retter und Helden –                                                         | — | — | — | Erstveröffentlichung: 3. Mai 2020 Digitale Single                                         | RK 306                         |
| 2020 | Brüder4Brothers: Freundschaft Brotherhood Brotherhood                                            | — | — | — | Erstveröffentlichung: 15. Mai 2020 Digitale Single                                        | RK 291_S1                      |
| 2020 | Schlussakkord: Asche & Verderben Spiegelbild der Zeit                                            | — | — | — | Erstveröffentlichung: 29. Mai 2020 Digitale Single                                        | RK 283_S3                      |
| 2020 | Ampex: Virus deiner Zeit Einzelkämpfer                                                           | — | — | — | Erstveröffentlichung: 12. Juni 2020 Digitale Single                                       | RK 295_S1                      |
| 2020 | Unantastbar: Alles was zählt Wellenbrecher                                                       | — | — | — | Erstveröffentlichung: 16. Juni 2020 Digitale Single                                       | RK 285_S3                      |
| 2020 | Brüder4Brothers: Burn Fire, Burn for Me –                                                        | — | — | — | Erstveröffentlichung: 3. Juli 2020 Digitale Single                                        | RK 291_S2                      |
| 2020 | Artefuckt: Artefuckt (Radio-Version) Gemini                                                      | — | — | — | Erstveröffentlichung: 17. Juli 2020 Digitale Single                                       | RK 300_S1                      |
| 2020 | Frei.Wild: Zieh mit den Göttern (2020 Version) –                                                 | — | — | — | Erstveröffentlichung: 17. Juli 2020 Digitale Single                                       |                                |
| 2020 | Unantastbar: Für immer wir zwei Wellenbrecher                                                    | — | — | — | Erstveröffentlichung: 23. Juli 2020 Digitale Single                                       | RK285_S4                       |
| 2020 | Unantastbar: Ich glaube an mich Wellenbrecher                                                    | — | — | — | Erstveröffentlichung: 18. August 2020 Digitale Single                                     | RK285_S5                       |
| 2020 | Ampex: Einzelkämpfer (Single-Version) Einzelkämpfer                                              | — | — | — | Erstveröffentlichung: 21. August 2020 Digitale Single                                     | RK295_S1                       |
| 2020 | Artefuckt: Schachmatt Gemini                                                                     | — | — | — | Erstveröffentlichung: 23. August 2020 Digitale Single                                     | RK300_S2                       |
| 2020 | Artefuckt: Diese Tage Gemini                                                                     | — | — | — | Erstveröffentlichung: 7. September 2020 Digitale Single                                   | RK300_S3                       |
| 2020 | Frei.Wild: Planet voller Affen Corona Tape II – Attacke ins Glück                                | — | — | — | Erstveröffentlichung: 15. September 2020 Digitale Single                                  | RK317_S1                       |
| 2020 | Frei.Wild: Nur Gott richtet mich Corona Tape II – Attacke ins Glück                              | — | — | — | Erstveröffentlichung: 24. September 2020 Digitale Single                                  | RK317_S2                       |
| 2020 | Ampex: Ich hab gelebt Einzelkämpfer                                                              | — | — | — | Erstveröffentlichung: 8. Oktober 2020 Digitale Single                                     | RK295_S3                       |
| 2021 | Todsünde: Mensch ärgere dich nicht Geistesgift                                                   | — | — | — | Erstveröffentlichung: 14. Januar 2021 Digitale Single                                     | RK323_S1                       |
| 2021 | Mantikor: Fehler bleiben Fehler Momentaufnahme                                                   | — | — | — | Erstveröffentlichung: 22. Januar 2021 Digitale Single                                     | RK325_S1                       |
| 2021 | Willkuer: Willkuer Willkuer                                                                      | — | — | — | Erstveröffentlichung: 29. Januar 2021 Digitale Single                                     | RK324_S1                       |
| 2021 | Willkuer: Wir sind wer wir sind Willkuer                                                         | — | — | — | Erstveröffentlichung: 19. März 2021 Digitale Single                                       | RK324_S2                       |
| 2021 | Philipp Burger: Kontrollierte Anarchie –                                                         | — | — | — | Erstveröffentlichung: 2. April 2021 Digitale Single                                       | RK338_S1                       |
| 2021 | Willkuer: Scheißegal Willkuer                                                                    | — | — | — | Erstveröffentlichung: 11. April 2021 Digitale Single                                      | RK324_S3                       |
| 2021 | Todsünde: Sell Yourself Geistesgift                                                              | — | — | — | Erstveröffentlichung: 16. April 2021 Digitale Single                                      | RK323_S3                       |
| 2021 | Willkuer: Für immer ist ne lange Zeit Willkuer                                                   | — | — | — | Erstveröffentlichung: 2. Mai 2021 Digitale Single                                         | RK324_S4                       |
| 2021 | Frei.Wild: Halbstark, laut und jung 20 Jahre – Wir schaffen Deutsch.Land                         | — | — | — | Erstveröffentlichung: 21. Mai 2021 Digitale Single                                        | RK365_S1                       |
| 2021 | Frei.Wild: Alarm im Proberaum 20 Jahre – Wir schaffen Deutsch.Land                               | — | — | — | Erstveröffentlichung: 4. Juni 2021 Digitale Single                                        | RK365_S2                       |
| 2021 | Frei.Wild: Joanna an der Bar 20 Jahre – Wir schaffen Deutsch.Land                                | — | — | — | Erstveröffentlichung: 18. Juni 2021 Digitale Single                                       | RK365_S3                       |
| 2021 | Eizbrand: Zeichen meiner Liebe Pyromanie                                                         | — | — | — | Erstveröffentlichung: 24. Juni 2021 Digitale Single                                       | RK341_S1                       |
| 2021 | Unantastbar: Eine weiße Rose –                                                                   | — | — | — | Erstveröffentlichung: 25. Juni 2012 Digitale Single Kastelruther-Spatzen-Cover            | RK371                          |
| 2021 | Frei.Wild: Heimat im Herzen und Neuland im Blut 20 Jahre – Wir schaffen Deutsch.Land             | — | — | — | Erstveröffentlichung: 2. Juli 2021 Digitale Single                                        | RK365_S6                       |
| 2021 | Frei.Wild: Wir schaffen Deutsch.Land 20 Jahre – Wir schaffen Deutsch.Land                        | — | — | — | Erstveröffentlichung: 16. Juli 2021 Digitale Single                                       | RK365_S5                       |
| 2021 | Grenzenlos: Lieder Nicht noch mehr Cover, EP                                                     | — | — | — | Erstveröffentlichung: 16. Juli 2021 Digitale Single Adel-Tawil-Rock-Cover                 | RK385_S2                       |
| 2021 | Unantastbar: Mein Body und ich –                                                                 | — | — | — | Erstveröffentlichung: 23. Juli 2021 Digitale Single Udo-Lindenberg-Cover                  | RK384                          |
| 2021 | Grenzenlos: Wer wenn nicht wir Nicht noch mehr Cover, EP                                         | — | — | — | Erstveröffentlichung: 23. Juli 2021 Digitale Single Wincent-Weiss-Rock-Cover              | RK385_S3                       |
| 2021 | Grenzenlos: Astronaut Nicht noch mehr Cover, EP                                                  | — | — | — | Erstveröffentlichung: 23. Juli 2021 Digitale Single Sido feat. Andreas-Bourani-Rock-Cover | RK385_S1                       |
| 2021 | Ampex: Alles was du brauchst Alles was du brauchst                                               | — | — | — | Erstveröffentlichung: 29. Juli 2021 Digitale Single                                       | RK378_1                        |
| 2021 | Frei.Wild: Wer wenn nicht wir LUAA 20 Jahre – Wir schaffen Deutsch.Land                          | — | — | — | Erstveröffentlichung: 30. Juli 2021 Digitale Single                                       | RK365_S6                       |
| 2021 | Eizbrand: Finger 3 Pyromanie                                                                     | — | — | — | Erstveröffentlichung: 27. August 2021 Digitale Single                                     | RK341_S2                       |
| 2021 | Grenzenlos: Grenzenlos & Unbequem Mittendrin statt außen dabei                                   | — | — | — | Erstveröffentlichung: 10. September 2021 Digitale Single                                  | RK375_S1                       |
| 2021 | Philipp Burger: Sänger, Zimmermann, Landwirt, Fischer Kontrollierte Anarchie                     | — | — | — | Erstveröffentlichung: 30. September 2021 Digitale Single                                  | RK338_S3                       |
| 2021 | Eizbrand: Was auch passiert Pyromanie                                                            | — | — | — | Erstveröffentlichung: 1. Oktober 2021 Digitale Single                                     | RK341_S3                       |
| 2021 | Grenzenlos: Du hast nicht alles versucht Mittendrin statt außen dabei                            | — | — | — | Erstveröffentlichung: 15. Oktober 2021 Digitale Single                                    | RK375_S2                       |
| 2021 | Philipp Burger: Es gibt keine Jugendsünden Kontrollierte Anarchie                                | — | — | — | Erstveröffentlichung: 15. Oktober 2021 Digitale Single                                    | RK338_S4                       |
| 2021 | Ernstfall: Festivalzeit Jungs bleiben Jungs                                                      | — | — | — | Erstveröffentlichung: 17. Oktober 2021 Digitale Single                                    | RK381_S1                       |
| 2021 | Ampex: 1000 Gräber Alles was du brauchst                                                         | — | — | — | Erstveröffentlichung: 5. November 2021 Digitale Single                                    | RK378_S3                       |
| 2021 | Grenzenlos: Leben am Abgrund Mittendrin statt außen dabei                                        | — | — | — | Erstveröffentlichung: 12. November 2021 Digitale Single                                   | RK375_S3                       |
| 2021 | Philipp Burger: Zensurfaschismushasser Kontrollierte Anarchie                                    | — | — | — | Erstveröffentlichung: 26. November 2021 Digitale Single                                   | RK338_S5                       |
| 2021 | ErnstFall: Ohne euch Jungs bleiben Jungs                                                         | — | — | — | Erstveröffentlichung: 26. November 2021 Digitale Single                                   | RK381_S2                       |
| 2021 | Bad Jokers: Welt in Ketten –                                                                     | — | — | — | Erstveröffentlichung: 26. November 2021 Digitale Single                                   | RK391                          |
| 2021 | ErnstFall: Hier bin ich daheim Jungs bleiben Jungs                                               | — | — | — | Erstveröffentlichung: 19. Dezember 2023 Digitale Single                                   | RK381_S3                       |
| 2021 | Grenzenlos: Halte durch Mittendrin statt außen dabei                                             | — | — | — | Erstveröffentlichung: 23. Dezember 2021 Digitale Single                                   | RK375_S4                       |
| 2022 | Grenzenlos: Lieder Mittendrin statt außen dabei                                                  | — | — | — | Erstveröffentlichung: 7. Januar 2022 Digitale Single                                      | RK375_S5                       |
| 2022 | ErnstFall: Difigiano heut Nacht Jungs bleiben Jungs                                              | — | — | — | Erstveröffentlichung: 7. Januar 2022 Digitale Single                                      | RK381_S4                       |
| 2022 | Rockwasser: Nicht einer von Millionen C’est la vie                                               | — | — | — | Erstveröffentlichung: 14. Januar 2022 Digitale Single                                     | RK372_S1                       |
| 2022 | Schlussakkord: Zensierte Freiheit –                                                              | — | — | — | Erstveröffentlichung: 4. Februar 2022 Digitale Single                                     | RK393                          |
| 2022 | Philipp Burger: Was wäre ich ohne Gangster? –                                                    | — | — | — | Erstveröffentlichung: 14. April 2022 EP                                                   | RK395                          |
| 2022 | Mantikor: Steh mir zur Seite –                                                                   | — | — | — | Erstveröffentlichung: 21. Oktober 2022 Digitale Single                                    | RK396                          |
| 2022 | Local Bastards: 10 Jahre Underdog Dekade                                                         | — | — | — | Erstveröffentlichung: 16. September 2022 Digitale Single                                  | RK401_S1                       |
| 2022 | Local Bastards: Frei zu Sein Dekade                                                              | — | — | — | Erstveröffentlichung: 21. Oktober 2022 Digitale Single                                    | RK401_S2                       |
| 2022 | Ampex: Herz in Ketten Alles was du brauchst                                                      | — | — | — | Erstveröffentlichung: 15. November 2022 Digitale Single                                   | RK378_S4                       |
| 2022 | Local Bastards: Karten des Lebens Dekade                                                         | — | — | — | Erstveröffentlichung: 1. Dezember 2022 Digitale Single                                    | RK401_S3                       |
| 2022 | ErnstFall: Glashaus –                                                                            | — | — | — | Erstveröffentlichung: 1. Dezember 2022 Digitale Single                                    | RK413_S1                       |
| 2022 | Frei.Wild: Frohe Weihnacht, Buon Natale, Merry Christmas –                                       | — | — | — | Erstveröffentlichung: 25. Dezember 2022 Digitale Single                                   | RK414                          |

## Videoalben
| Jahr | Titel                                         | Höchstplatzierung, Gesamtwochen, AuszeichnungChartplatzierungen (Jahr, Titel, Platzierungen, Wochen, Auszeichnungen, Anmerkungen, Katalog-Nr.) | Höchstplatzierung, Gesamtwochen, AuszeichnungChartplatzierungen (Jahr, Titel, Platzierungen, Wochen, Auszeichnungen, Anmerkungen, Katalog-Nr.) | Höchstplatzierung, Gesamtwochen, AuszeichnungChartplatzierungen (Jahr, Titel, Platzierungen, Wochen, Auszeichnungen, Anmerkungen, Katalog-Nr.) | Anmerkungen                                                                                        | Katalog-Nr. |
| Jahr | Titel                                         | DE | AT | CH | Anmerkungen                                                                                        | Katalog-Nr. |
| ---- | --------------------------------------------- | --- | --- | --- | -------------------------------------------------------------------------------------------------- | ----------- |
| 2015 | Serum 114: Kopfüber im Club – Live in Hamburg | DE31 (1 Wo.)DE | — | — | Enthält außerdem zwei Musik-CDs, die Chartplatzierung wurde in den deutschen Albumcharts erreicht. |             |

Weitere Videoalben 
- 2011: Frei.Wild: Händemeer (RK 039/RK 047)
- 2012: Hämatom: Schutt und Asche (RK 065)
- 2013: Unantastbar: Gegen die Stille (RK 071)
- 2014: Frei.Wild: Auf stiller Fahrt (RK 099)
- 2014: Frei.Wild: Live in Frankfurt: Unfassbar, unvergleichbar, unvergesslich (RK 100)
- 2016: Frei.Wild: 15 Jahre mit Liebe, Stolz & Leidenschaft

## Sonstige Veröffentlichungen
- 2011: Frei.Wild: Frei.Bier (Promo-CD)
- 2011: BRDigung: Feuer & Eis (Download-Single)
- 2011: Unantastbar: Schuldig/Dreh dich nicht um (Download-Single)
- 2012: Mono Inc.: MMXII (Beilage zum Sonic Seducer 1/13)

## Sublabel D.O.R.
Das Sublabel D.O.R. ist exklusiv für Veröffentlichungen der Gruppe Goitzsche Front vorgehalten. Die Abkürzung steht für Der Osten rockt. Als Code wird RKDOR verwendet.
| Jahr | Titel                                                          | Höchstplatzierung, Gesamtwochen, AuszeichnungChartplatzierungen (Jahr, Titel, Platzierungen, Wochen, Auszeichnungen, Anmerkungen, Katalog-Nr.) | Höchstplatzierung, Gesamtwochen, AuszeichnungChartplatzierungen (Jahr, Titel, Platzierungen, Wochen, Auszeichnungen, Anmerkungen, Katalog-Nr.) | Höchstplatzierung, Gesamtwochen, AuszeichnungChartplatzierungen (Jahr, Titel, Platzierungen, Wochen, Auszeichnungen, Anmerkungen, Katalog-Nr.) | Anmerkungen                                                                         | Katalog-Nr.                                                                     |
| Jahr | Titel                                                          | DE | AT | CH | Anmerkungen                                                                         | Katalog-Nr.                                                                     |
| ---- | -------------------------------------------------------------- | --- | --- | --- | ----------------------------------------------------------------------------------- | ------------------------------------------------------------------------------- |
| 2015 | Goitzsche Front: Männer aus Stahl Single                       | — | — | — | Erstveröffentlichung: 16. November 2015                                             | RKDOR 000                                                                       |
| 2015 | Goitzsche Front: Musik ist mein Blut Album                     | — | — | — | Erstveröffentlichung: 2012 auf KB-Records Wiederveröffentlichung: 18. Dezember 2015 | RKDOR 002                                                                       |
| 2015 | Goitzsche Front: …aus Ruinen Album                             | — | — | — | Erstveröffentlichung 2015 auf KB-Records Wiederveröffentlichung: 18. Dezember 2015  | RKDOR 003                                                                       |
| 2016 | Goitzsche Front: Mo[nu]ment Album                              | DE16 (2 Wo.)DE | — | — | Erstveröffentlichung: 15. Februar 2016                                              | RKDOR 001P (CD) RKDOR 001B (Box) RKDOR 001P (LP)                                |
| 2017 | Goitzsche Front: Unsere Fahnen wehen Deines Glückes Schmied    | — | — | — | Erstveröffentlichung: 11. August 2017 Digitale Single                               | RKDOR 005Q                                                                      |
| 2017 | Goitzsche Front: N.S.O.W. Deines Glückes Schmied               | — | — | — | Erstveröffentlichung: 24. November 2017 Digitale Single                             | RKDOR 005R                                                                      |
| 2018 | Goitzsche Front: Streichholz und Benzin Deines Glückes Schmied | — | — | — | Erstveröffentlichung: 9. Februar 2018 Digitale Single                               | RKDOR 005S                                                                      |
| 2018 | Goitzsche Front: Deines Glückes Schmied Album                  | DE1 (9 Wo.)DE | AT58 (1 Wo.)AT | CH63 (1 Wo.)CH | Erstveröffentlichung: 16. Februar 2018                                              | RKDOR 005P (CD) RKDOR 005LP (LP) RKDOR 005B (Boxset)                            |
| 2019 | Goitzsche Front: Was bleibt Ostgold                            | — | — | — | Erstveröffentlichung: 29. November 2019 Digitale Single                             | RKDOR 009_S2                                                                    |
| 2019 | Goitzsche Front feat. Maschine: Wir sind aus Gold Ostgold      | — | — | — | Erstveröffentlichung: 1. November 2019 Digitale Single                              | RKDOR 009_S1                                                                    |
| 2019 | Goitzsche Front: Schwarze Raben Ostgold                        | — | — | — | Erstveröffentlichung: 26. Dezember 2019 Digitale Single                             | RKDOR 009_S3                                                                    |
| 2020 | Goitzsche Front: Ostgold Album                                 | DE2 (4 Wo.)DE | — | CH95 (1 Wo.)CH | Erstveröffentlichung: 3. Januar 2020                                                | RKDOR 009 (CD) / RKDOR 009BS (Boxset) / RKDOR 009LP (LP) / RKDOR 009P (Digipak) |
| 2020 | Goitzsche Front: Live in Berlin DVD/CD                         | DE10 (2 Wo.)DE | — | — | Enthält außerdem zwei Musik-CDs. Erstveröffentlichung: 18. Dezember 2020            | RKD.O.R. DVD/Blu-Ray                                                            |